# Организација Савеза комуниста у ЈНА
Организација Савеза комуниста у Југословенској народној армији (скраћено: Организација СК у ЈНА и ОСК у ЈНА; мкд. Организација на Сојузот на комунистите во ЈНА; словен. Organizacija Zveze komunistov v JLA) била је равноправни део Савеза комуниста Југославије (СКЈ) у коме су се посебно организовали припадници Југословенске народне армије (ЈНА). Као самостална организација унутар Савеза комуниста постојала је од 1969. до 1990, а пре тога политичким радом у ЈНА руководио је Централни комитет СКЈ преко Опуномоћства за организацију СК у ЈНА, која је формирана фебруара 1949. као Опуномоћство ЦК КПЈ за ЈА. Распуштена је у складу са одлуком о деполитизацији ЈНА, на својој Десетој конференцији одржаној 17. децембра 1990. у Београду, претходно формиравши 19. новембра 1990. политичку партију Савез комуниста — Покрет за Југославију, у коју је прешао највећи део чластва и која се прогласила за политичког и правног наследника СКЈ.
Због посебне природе oружаних снага, али и њиховог значаја за Савез комуниста, као и због историјских околности, партијска организација у Југословенској народној армији имала је посебан положај и стално се налазила под директним надзором Централног комитета СКЈ. Како су се Југославија и Савез комуниста све више федерализовали, крајем 1960-их, партијска организација у ЈНА добијала је све већу аутономију. У току припрема за Девети конгрес СКЈ, у Београду је од 27. фебрурара до 1. марта 1969. одржана Прва конференција организације СК у ЈНА, која је постала једна од организација Савеза комуниста Југославије у рангу са републичким и покрајинским организацијама. Имала је независно врховно тело — Комитет Организације СК у ЈНА (у равни са Централним комитетима република и Покрајинским комитетима); сопствене статутарне одредбе — Статутарна одлука Организација СК У ЈНА (у равни са републичким Статутима СК), посебно дефинисану групу припадника — привремени или стални чланови Савезног секретаријата за народне одбране и оружаних снага СФРЈ, припадници Територијалне одбране; као и представнике у највишим партијским телима — Централном комитету СКЈ и Председништву ЦК СКЈ.

## Конференције
- Прва конференција организације СК у ЈНА — одржана од 27. фебруара до 1. марта 1969. у Београду
- Друга конференција организације СК у ЈНА — одржана 6. јуна 1969. у Београду
- Трећа конференција организације СК у ЈНА — одржана 15. јануара 1971. у Београду
- Четврта конференција организације СК у ЈНА — одржана 15. новембра 1972. у Београду
- Пета конференција организације СК у ЈНА — одржана 21. фебруара 1975. у Београду
- Шеста конференција организације СК у ЈНА — одржана 26. децембар 1978. у Београду
- Седма конференција организације СК у ЈНА — одржана 27. и 28. априла 1982. у Београду
- Осма конференција организације СК у ЈНА — одржана 21. и 22. априла 1986. у Београду
- Девета конференција организације СК у ЈНА — одржана 23. и 24. новембра 1989. у Београду
- Десета конференција организације СК у ЈНА — одржана 17. децембра 1990. у Београду

## Руководиоци
| Руководилац Опуномоћства ЦК КПЈ за ЈА         | 1  | генерал-пуковник Светозар Вукмановић Темпо | 29. новембар 1945. | 10. фебруар 1949.  |      |
| Руководилац Опуномоћства ЦК КПЈ за ЈА         | 2  | генерал-пуковник Пеко Дапчевић             | 10. фебруар 1949.  | 27. јануар 1953.   |      |
| Руководилац Опуномоћства ЦК КПЈ за ЈА         | 3  | генерал-пуковник Михаило Апостолски        | 27. јануар 1953.   | 5. јун 1958.       |      |
| Политички секретар Опуномоћства ЦК СКЈ за ЈНА | 4  | генерал армије Иван Гошњак                 | 5. јун 1958.       | 4. октобар 1966.   |      |
| Секретар Опуномоћства ЦК СКЈ за ЈНА           | 5  | генерал-пуковник Анте Банина               | 4. октобар 1966.   | 2. децембар 1968.  |      |
| Секретар Опуномоћства ЦК СКЈ за ЈНА           | 6  | генерал-потпуковник Бранко Боројевић       | 2. децембар 1968.  | 1. март 1969.      |      |
| Секретар Комитета Конференције СК у ЈНА       | 6  | генерал-потпуковник Бранко Боројевић       | 1. март 1969.      | 15. јануар 1971.   |      |
| Секретар Комитета Конференције СК у ЈНА       | 7  | генерал-пуковник Џемил Шарац               | 15. јануар 1971.   | 1. март 1973.      |      |
| Секретар Комитета Конференције СК у ЈНА       | 7  | генерал-пуковник Џемил Шарац               | 1. март 1973.      | 21. фебруара 1975. |      |
| Секретар Комитета Конференције СК у ЈНА       | 7  | генерал-пуковник Џемил Шарац               | 21. фебруара 1975. | 26. децембар 1978. |      |
| Председник Комитета организације СК у ЈНА     | 8  | генерал-пуковник Дане Ћуић                 | 26. децембар 1978. | 26. април 1982.    |      |
| Председник Комитета организације СК у ЈНА     | 8  | генерал-пуковник Дане Ћуић                 | 26. април 1982.    | 28. мај 1984.      |      |
| Председник Комитета организације СК у ЈНА     | 9  | генерал-пуковник Георгије Јовичић          | 28. мај 1984.      | 22. април 1986.    |      |
| Председник Комитета организације СК у ЈНА     | 9  | генерал-пуковник Георгије Јовичић          | 22. април 1986.    | 22. април 1988.    |      |
| Председник Комитета организације СК у ЈНА     | 10 | адмирал Петар Шимић                        | 22. април 1988.    | 24. новембар 1989. |      |
| Председник Комитета организације СК у ЈНА     | 10 | адмирал Петар Шимић                        | 24. новембар 1989. | 11. април 1990.    | умро |
| Председник Комитета организације СК у ЈНА     | 11 | адмирал Божидар Грубишић                   | 26. мај 1990.      | 17. децембар 1990. |      |

| Заменик руководиоца Опуномоћства ЦК КПЈ за ЈА         | 1 | генерал-пуковник Отмар Креачић                                | 10. фебруар 1949.  |                    |  |
| Организациони секретар/и Опуномоћства ЦК СКЈ за ЈНА   | 1 | генерал-пуковник Отмар Креачић                                | 5. јун 1958.       | 1959.              |  |
| Организациони секретар/и Опуномоћства ЦК СКЈ за ЈНА   | 2 | генерал-пуковник Јефто Шашић генерал-пуковник Вељко Ковачевић | 1959.              | 4. октобар 1966.   |  |
| Секретар Председништва Комитета организације СК у ЈНА | 3 | генерал-потпуковник Георгије Јовичић                          | 26. децембар 1978. | 26. април 1982.    |  |
| Секретар Председништва Комитета организације СК у ЈНА | 4 | генерал-потпуковник Славко Маричевић                          | 26. април 1982.    | 28. мај 1984.      |  |
| Секретар Председништва Комитета организације СК у ЈНА | 5 | генерал-мајор Симеон Бунчић                                   | 28. мај 1984.      | 22. април 1986.    |  |
| Секретар Председништва Комитета организације СК у ЈНА | 5 | генерал-мајор Симеон Бунчић                                   | 22. април 1986.    | 22. април 1988.    |  |
| Секретар Председништва Комитета организације СК у ЈНА | 6 | генерал-мајор Небојша Тица                                    | 22. април 1988.    | 24. новембар 1989. |  |
| Секретар Председништва Комитета организације СК у ЈНА | 6 | генерал-мајор Небојша Тица                                    | 24. новембар 1989. | 17. децембар 1990. |  |